# Carnaval de la vida mexicana
Carnaval de la vida mexicana es un mural pintado por Diego Rivera en el año de 1936, destinado para decorar el Hotel Reforma de la Zona Rosa de la Ciudad de México.
Rivera pintó el mural Carnaval de la vida mexicana por encargo del ingeniero Alberto J. Pani, y que originalmente era destinado para decorar el Hotel Reforma de la Zona Rosa de la Ciudad de México, sin embargo nunca llegó a exhibirse y fue retirado y guardado debido a su carga política; fue hasta el año de 1963 cuando se trasladó al Palacio de Bellas Artes.
La creación de este mural, fue inspirada en el carnaval de Huejotzingo.
Las escenas que en el mural se muestran, son escenas representativas de la vida mexicana: sus personajes, sus costumbres, su historia.
Dicho mural consta de cuatro paneles: La dictadura, Danza de los Huichilobos, México folklórico y turístico y la Leyenda de Agustín Lorenzo.
Fue considerado un mural con alto contenido político. En el tablero de La dictadura se aprecia de forma caricaturizada un personaje que combina rasgos físicos de Hitler, Mussolini, Roosevelt e Hirohito, al mismo tiempo que se observa la fisonomía del expresidente de México Plutarco Elías Calles, jefe máximo de la Revolución. Tal persona, sostiene una bandera cuyos colores son alusivos a los de las banderas de Alemania, Italia, Estados Unidos de América y Japón respectivamente.
La Danza de los Huichilobos alude a la conquista española y cuya escena, teñida de violencia, muestra al dios de la guerra prehispánico Huitzilopochtli con rasgos mestizos y portando uniforme militar.
México folklórico y turístico es el tablero que proyecta la tradición propia del carnaval con personajes como los chinelos, tradición cuya pretensión es ridiculizar a los conquistadores españoles; en esta escena también aparecen personajes con rostros de asnos, cerdos y calaveras.
La Leyenda de Agustín Lorenzo plasma la escena del enfrentamiento entre el bandido-héroe del siglo XIX y las tropas francesas durante su intervención.
Solo La dictadura, México folklórico y turístico, y la Leyenda de Agustín Lorenzo están firmados por el autor, mientras que en la Danza de los Huichilobos no se aprecia la firma, es posible que debido al tiempo y a las restauraciones del mural, ésta haya desaparecido, sin embargo se desconoce la razón exacta. La posición de la firma en cada uno de los tres paneles firmados varía de acuerdo al contexto de la escena plasmada, por ejemplo:
- En el panel de La dictadura, la firma se observa en un trozo de papel blanco, simulando estar tirado en el piso y bajo la sombra de un zapato de tacón portado por una indígena que está bailando.

- En el caso de México folklórico y turístico, la firma es parte de la imagen del manto de una calavera situada en la esquina inferior derecha del tablero. La calavera tiene escrito en la frente la palabra ETERNIDAD.

- Finalmente, el panel de la Leyenda de Agustín Lorenzo se encuentra firmado de manera más visible al lado derecho, en la zona media del panel.